# ミヘ・ソケ語族
ミヘ・ソケ語族（ミヘ・ソケごぞく、Mixe–Zoque、Mije–Soke）は、メキシコのテワンテペク地峡とその周辺で現在話されている言語からなる語族。メキシコ政府は3つのミヘ・ソケ語族の言語を公式に認めている。ミヘ語またはAyook語は188,000人の話者が、ソケ語またはO'de püt語は88,000人の話者が、ポポルカ族の言語（一部がミヘ語、一部がソケ語に属する）は69,000人の話者があるとする。しかしながら、各グループの内部分岐が甚だしく、このためにエスノローグは17の異なる言語に分け、ヴィクマン(1995)による現在のミヘ・ソケ語族の分類は12の言語と11の方言を数える。ミヘ・ソケ語族に属する消滅した言語には、チアパス州南東沿岸でかつて話されていたタパチュルテク語がある。

## 歴史
ミヘ・ソケ語族は歴史的には現在よりもずっと広い地域に分布し、グアテマラ太平洋岸（すなわちソコヌスコ地域）に達していたと考えられる。テレンス・カウフマンとライル・キャンベルは、他のメソアメリカの言語に広く見られる多数の借用語にもとづいて、メソアメリカ最初の支配的な文化と一般的に考えられているオルメカ文明の人々はおそらくミヘ・ソケ語族の言語を話していたと論じた。カウフマンとジョン・ジャステソンはまた、ラ・モハラ石碑1号に見られるラ・モハラの文字（彼らおよび一部の他の人々は「エピ・オルメカ文字」と称する）で書かれたテクストの主要部分を、それが古代のミヘ・ソケ語族の言語を表しているものとして解読したと主張した。
これらの主張はどちらも批判がなされている。マイケル・D・コウとデイヴィッド・ステュアートは現在知られているラ・モハラの文字の実例が少なすぎて、いかなる解読も充分確実に行うことができないと論じた。彼らはカウフマンとジャステソンの解読を他の資料に適用しようとしたが、意味のある解読結果を得ることができなかった。借用語については、ヴィクマン(1995)によれば他のメソアメリカの言語に借用された語はミヘ語でなくソケ語のみであり、このことは借用時期がオルメカ文明がもっとも栄えたミヘ・ソケ祖語の時代よりずっと遅いということを示すと批判している。ただし、ミヘ・ソケ祖語の分岐の時代は後に改められて、より早い時期に起きたとされたため、この批判の論拠は以前より弱くなった。
後にカウフマン(2001)は再びミヘ・ソケ語族から他のメソアメリカの言語への借用にもとづき、テオティワカンでミヘ・ソケ語族の言語が使われていたことを論じた。カウフマンは、メソアメリカ言語圏を定義するのに使われる主要な共通点となる言語的特徴の多くが伝播するのにミヘ・ソケ語族が重要な役割を果たしたと考えた。
ミヘ・ソケ語族は他の語族と関係があるとは考えられていないが、20世紀はじめにエドワード・サピアはペヌーティ語族の中にミヘ・ソケ語族を含めた。最近はトトナカ語族とともにトトソケ語族をなすという提案がなされている。

## 分類

### ヴィクマン(1995)
以下のミヘ・ソケ語族の内部分類はセーレン・ヴィクマン(1995)による。

### カウフマンとジャステソン (2000)
以下のミヘ・ソケ語族の内部分類はカウフマン&ジャステソン(2000)により、サバラ(2000)が引用している。個別言語は太字で示す。
ミヘ・ソケ語族
- ミヘ（英語版）
  - タパチュルテク語
  - オルテク語
  - ミヘ語本体
    - サユルテク語
    - （分岐）
      - 低地ミヘ語
      - 高地ミヘ語
- ソケ（英語版）
  - 湾岸ソケ語
    - ソテパン・ソケ語(Sierra Popoluca)
    - （分岐）
      - テシステペク・ソケ語
      - アヤパネク・ソケ語

  - ソケ
    - チアパス・ソケ語
    - オアハカ・ソケ語

## 音韻
ヴィクマン(1995)によって再構されたミヘ・ソケ祖語の音素は比較的単純であるが、現代の言語の多くは二次的発展を経ており、非常に豊富な母音を持つものや、閉鎖音に硬音と軟音の対立を持つものがある。側面音 /l/ を含む単語を少数持つ言語もあるが、おそらく擬声語に由来する。
|          | 前舌       | 中舌       | 奥舌       |
| -------- | ---------- | ---------- | ---------- |
| 狭母音   | [*i] [*iː] | [*ɨ] [*ɨː] | [*u] [*uː] |
| 中央母音 | [*e] [*eː] |            | [*o] [*oː] |
| 広母音   |            | [*a] [*aː] |            |

[*ɨ] [*ɨː] は [*ə] [*əː] とも再構された。
|        | 両唇音 | 歯茎音 | 歯茎硬口蓋音 | 軟口蓋音 | 声門音 |
| ------ | ------ | ------ | ------------ | -------- | ------ |
| 破裂音 | [*p]   | [*t]   | [*t͡s]        | [*k]     | [*ʔ]   |
| 摩擦音 |        | [*s]   |              |          | [*h]   |
| 鼻音   | [*m]   | [*n]   |              |          |        |
| 接近音 | [*w]   |        | [*j]         |          |        |

### 音節
ミヘ・ソケ語族は、祖語の母音と声門閉鎖音や /h/ の組み合わせによる複雑な音節核によって特徴づけられる。複雑な音節末子音連結もまた娘言語に典型的に見られることから、祖語にも再構することができる。
ミヘ・ソケ祖語の音節核は以下のいずれかである：
V - 短母音
V' - 短母音と声門閉鎖
VV - 長母音
V'V - 長母音の途中に声門閉鎖
VV' - 長母音の後に声門閉鎖
Vh - 短母音とh

## 文法的特徴
ミヘ・ソケ語族は主要部標示言語で、複統合語に属する。形態論的に動詞は複雑で、名詞は単純になっている。文法的主語と目的語はともに動詞で標示される。能格型アラインメントが使われ、有生性と主題性によって順行・逆行が変化する。ミヘ・ソケ語族の動詞では、独立節と従属節の2種類の基本的な節の種類によって形態的な区別がなされ、節の種類によって異なるアスペクト・人称接辞を取る。アスペクト標示には、従属節で使われるものと独立節で使われるものの2種類があり、不完了、完了、非現実の3種類のアスペクトが区別される。

## エスノローグの分類とSILのISOコード
エスノローグはヴィクマン以前の分類を使用しており、ウィリアム・ワンダリーによる相互理解可能性と比較言語学的調査を基礎としている。この分類を歴史言語学者は採用しておらず、ライル・キャンベルの1997年の権威ある発表はヴィクマンの分類を使用している。
1. ミヘ語派（英語版） - 推定母語話者数 90,000
  - 東部ミヘ語 - 推定母語話者数 72,000

方言：Coatlán (mco), Istmo (mir), Quetzaltepec (pxm), Juquila (mxq), Mazatlán (mzl)
  - ベラクルス・ミヘ語 - 推定母語話者数 4,000

方言： Oluta (plo)（ほぼ消滅、話者数100）, Sayula (pos)
  - 西部ミヘ語 - 推定母語話者数 10,000

方言： Totontepec (mto), Tlahuitoltepec (mxp)
2. ソケ語派（英語版） - 推定母語話者数 60,000
  - チアパス・ソケ語 - 推定母語話者数 22,000

方言： Copainalá (zoc), Rayón (zor), Francisco León (zos)
  - オアハカ・ソケ語 - 推定母語話者数 4,500

方言： Chimalapa (zoh)
  - ベラクルス・ソケ語 - 推定母語話者数 30,000

方言： Highland (poi),  Texistepec (poq)（ほぼ消滅、話者数450）, Tabasco  (zoq)（ほぼ消滅、話者数40）